# コキュリコット
コキュリコット（Coquelicot）とは、スカーレットやオレンジレッドに近い色で純色の一種。

## 近似色
- スカーレット
- オレンジレッド